# Gustaf Ribbing (arkivarie)
Gustaf Ribbing af Zernava, född 19 mars 1719 i Stockholm, död 19 juni 1811, var en svensk friherre och arkivarie. Han var brorson till Conrad Ribbing.

## Biografi
Ribbing var son till generaladjutanten friherre Lennart Ribbing af Zernava. Han studerade vid Lunds universitet och Uppsala universitet samt antogs 1740 till extra ordinarie kanslist i Kanslikollegium. 1744 besökte han Frankrike och Holland, blev 1758 presidentsekreterare och 1765 sekreterare i Riksarkivet. Där gjorde han en betydande insats, särskilt som handlingarna förvarades på skilda ställen och tillgången på arbetskraft var otillräcklig.
År 1770 fick Ribbing kanslirådsfullmakt och intog 1773 sin plats som kansliråd. Han omtalas som stor boksamlare och gravyrkännare. I sistnämnda egenskap blev han hedersledamot av Målar- och bildhuggarakademien, till vilken institution han i sitt testamente skänkte en stipendiefond. Sin boksamling delade han mellan Kungliga biblioteket, nyssnämnda akademi och Linköpings stiftsbibliotek.